# Elodia atra
Elodia atra là một loài ruồi trong họ Tachinidae.